# Ягуарунди
Ягуару́нди (лат. Herpailurus yagouaroundi) — вид хищных млекопитающих семейства кошачьих.
Ранее вид выделяли в отдельный род Herpailurus, сейчас включают в род Пумы.

## Этимология
Общее название «ягуарунди» в большинстве языков мира происходит из порт. jaguarundi от гуар. yaguarundi, аналогичного тупи yawarundi «тёмный ягуар» (/ˌʒæɡwəˈrʌndi/ или /ˌdʒæɡwəˈrʌndi/) от тупи yawara «ягуар, любое крупное плотоядное животное» + тупи undi «чёрный» (по цвету сероватой шерсти некоторых ягуарунди) . В некоторых испаноязычных странах ягуарунди (исп. yaguarundí) также называют гато колорадо, гато моро, леон бреньеро, леонсильо, тигрильо, хаху, онса (исп. gato colorado, gato moro, león breñero, leoncillo, tigrillo, jaju, onza). На бразильском варианте португальского языка в зависимости от штата Бразилии он также называется эйра, гато-муриско, гато-прету, гато-ду-мату-вермелью, гато-вермелью и маракая-прету (порт.-браз. eirá, gato-mourisco, gato-preto, gato-do-mato-vermelho, gato-vermelho, maracajá-preto). В Гайане также известен как эйра (англ. eyra), в Суринаме как везелькат (нидерл. wezelkat), во Французской Гвиане как шат-лутр (фр. chat-loutre).

## Внешний вид
Внешне ягуарунди несколько напоминает представителя семейства куньих или виверровых — у ягуарунди необычайно (для кошки) вытянутое, гибкое тело на коротких сильных ногах и длинный тонкий хвост, что в целом придаёт ей сходство с мадагаскарской фоссой. Длина тела 55–77 см, хвоста 33–60 см, высота в холке 25–35 см. Весит ягуарунди 4,5–9,0 кг. Голова небольшая, круглая. Уши маленькие, закруглённые, морда короткая.
Волосяной покров низкий. Окраска у ягуарунди однотонная, и бывает двух типов: бурая с примесью рыжих, серых или тёмных тонов или ярко-рыжая. Из-за разницы в окраске ягуарунди изначально классифицировали как два отдельных вида: собственно ягуарунди и эйра (eyra). Позднее было установлено, что несмотря на разницу в окрасе ягуарунди и эйра свободно спариваются, а в их помёте могут быть представлены котята обоих цветов. Новорождённые ягуарунди иногда отличаются мелкокрапчатой расцветкой. У взрослых особей пятна на теле отсутствуют — только по бокам носа и на груди имеются светлые отметины.

## Распространение и подвиды
Ягуарунди обитает в Центральной и Южной Америке: от побережья Мексики до северо-запада Аргентины. Небольшая популяция имеется в южном Техасе и Аризоне.
Известны следующие подвиды ягуарунди:
- Puma yagouaroundi ameghini (Holmberg, 1898) — в западной Аргентине,
- Puma yagouaroundi cacomitli (Berlandier, 1859) — в южном Техасе и Мексике,
- Puma yagouaroundi eyra (G. Fischer, 1814) — Бразилия, Парагвай, Аргентина,
- Puma yagouaroundi fossata (Mearns, 1901) — в Мексике и Гондурасе,
- Puma yagouaroundi melantho (Thomas, 1914) — в Перу и Бразилии,
- Puma yagouaroundi panamensis (J. A. Allen, 1904) — от Никарагуа до Эквадора,
- Puma yagouaroundi tolteca (Thomas, 1898) — в Аризоне и Мексике,
- Puma yagouaroundi yagouaroundi (É. Geoffroy, 1803) — в Гайане и лесах Амазонии.

## Образ жизни
Ягуарунди демонстрирует большую гибкость в выборе мест обитания. Этих кошек встречали в саваннах, в колючих зарослях чапарали, во влажных тропических лесах. Особенности строения тела позволяют ему с лёгкостью пробираться среди густой травы и кустарника. Ягуарунди часто селятся у воды — в заболоченных местах, по берегам ручьёв, рек и озёр. В горах они забираются на высоту до 3200 м над уровнем моря.
Ягуарунди — скрытные животные, ведущие преимущественно одиночный образ жизни (за исключением брачного сезона). В отличие от большинства кошачьих, ягуарунди активны в основном днём — пик их активности приходится на 11 часов утра. Ягуарунди — наземные животные, однако они умеют хорошо лазать и плавать. На деревья, впрочем, забираются только в случаях крайней необходимости и обычно невысоко.

### Питание
Ягуарунди, как полагают, питается преимущественно мелкой добычей (меньше 1 кг): разнообразными мелкими млекопитающими, рептилиями, птицами, лягушками и рыбой, но может поймать и сравнительно крупную добычу, такую как опоссум или броненосец. Из млекопитающих эта кошка отдаёт предпочтение флоридским кроликам (Sylvilagus floridanus), камышовым хомячкам (Zygodontomys), морским свинкам (Cavia aperea) и колючим шиншиллам (Echimyidae). Из рептилий их обычной добычей являются амейвы (Ameiva ameiva) и игуаны (Iguana iguana). В небольших количествах поедают фрукты (в зоопарках — бананы и виноград) и насекомых. В Панаме разоряют плантации, часто вместе с обезьянами: забираются на деревья и поедают зелёные плоды инжира (фиги). Совершают набеги на птичники, чтобы полакомиться домашней птицей.
В целом, ягуарунди — оппортунистические хищники, которые берут наиболее распространенную и легкодоступную добычу, поэтому важность каждого пищевого объекта, что может быть съеден ими, меняется с изменением географической среды.
Пищевыми конкурентами ягуарунди являются другие кошачьи, особенно длиннохвостые кошки и оцелоты, однако эта кошка избегает прямой конкуренции с ними благодаря дневному образу жизни. Конкурирует ягуарунди также с лисами, койотами, рыжими рысями и пумами.

## Размножение

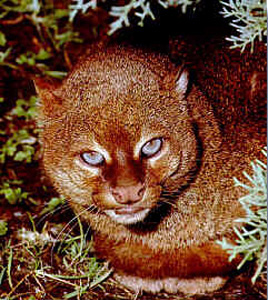
Рыжий ягуарунди подвида P. y. cacomitli

Размножаются круглый год. Недавние наблюдения выявили, что порой эти животные, которых долгое время считали одиночными, занимают участок парами и даже группами. Беременность длится 70-75 дней. В логове, устроенном в дупле, среди густых зарослей, или в другом похожем укрытии, рождаются от двух до четырёх детёнышей. Котята рождаются с пятнами на нижней стороне, которые исчезают по мере взросления.
Самки достигают половой зрелости в возрасте двух-трех лет. На большей части ареала у ягуарунди нет определённого сезона размножения. В Мексике он приходится преимущественно на ноябрь—декабрь. В неволе самки ягуарунди размножаются до двух раз в год. В период спаривания коты сильно дерутся и издают громкие крики.
Самки устраивают логова в пустых упавших деревьях или в зарослях кустарника. После беременности, длящейся 63–75 дней, рождается от одного до четырёх котят. Примерно на 21-й день после рождения детенышей самка начинает приносить им животную пищу, а на 28-й день они впервые выходят из логова. К 42-му дню котята уже способны охотиться сами, а к двум годам начинают вести самостоятельную жизнь.
В неволе ягуарунди доживают до 10 лет.

## Кариология
Набор хромосом ягуарунди состоит из 18 пар аутосом и пары половых хромосом, 2n=38.

## Статус популяции и охрана
Из-за широкого ареала это животное не объявлено охраняемым видом, хотя на юге США он стал редким, и Департамент парков и дикой природы Техаса выразил обеспокоенность, что ягуарунди может исчезнуть на юге Техаса из-за разрушения естественной среды обитания.
До появления европейцев индейцы Латинской Америки, очевидно, приручали ягуарунди для охраны домов от мелких грызунов и прочих вредителей. Молодые ягуарунди действительно легко приручаются и привыкают к людям. Однако ягуарунди, подобно европейским хорькам, разоряют курятники и этим вредят птицеводству. По этой причине в сельской местности их считают вредителями. Мех ягуарунди не обладает ценностью и не является объектом промысла, но ягуарунди порой попадаются в ловушки, поставленные на других животных. Однако основное негативное воздействие на их популяцию оказывает разрушение природной среды обитания и оскудение пищевых ресурсов.